# Unter Wölfen (2016)
Unter Wölfen ist ein 90-minütiger Spielfilm der deutschen Fernsehserie Hubert und Staller aus dem Jahr 2016.

## Handlung
Auf Grund der höchsten Aufklärungsquote in Bayern wird das ganze Revier nach München eingeladen und von Polizeipräsident Kröpf ausgezeichnet.
Hubert und Staller kommen allerdings nicht rechtzeitig zur Auszeichnung, da sich Staller verfahren hat. Auf dem Weg zum Polizeipräsidium fahren sie an einem Haus vorbei, wo Anna Schmitt versucht sich das Leben zu nehmen. Dabei handelt es sich um die Lebensgefährtin von Polizeivizepräsident Markus Wieser. Währenddessen versucht der Polizeipräsident das Wolfratshauser Revier im Kampf gegen die Drogenszene in München für sich zu gewinnen. Die Wolfratshauser sollen Kröpf dabei helfen, das von ihm vermutete schwarze Schaf in den Reihen der Polizei zu finden.
Um weitere Details zu klären, lädt der Polizeipräsident Kröpf Girwidz zu einem Frühstück ein, Girwidz findet den Polizeipräsidenten jedoch tot auf. Auch wenn sich Hubert, Staller und die Kriminalkommissare Kurz und Eder aus München nicht einigen können, wer die Ermittlungen übernimmt, sind sie sich einig, dass es sich bei dem Mörder um einen Einbrecher handeln muss. Girwidz vermutet jedoch, dass das schwarze Schaf der Mörder war, und weiht Hubert und Staller in die Vermutungen von Kröpf ein.
Dann findet Dr. Licht ein Tütchen Drogen in der Kleidung von Kröpf und alle gehen von einem Mörder aus der Drogenszene aus, welcher Kröpf den Kampf angesagt hatte. Hubert und Staller verschweigen den Münchner Kollegen jedoch den Fund und versuchen im Club von Stefan Wilde zu ermitteln, der laut Kröpf Drogen verkaufen soll. Jedoch steht nun auch der neue Polizeipräsident Wieser unter Verdacht, ebenso die Münchner Kollegen. Yazid muss, als Transvestit verkleidet, Hilfe bei der Aufklärung leisten und landet einen Volltreffer. Einer der Münchner Kollegen kommt dabei zu Tode.

## Produktion
Der Film wurde vom 24. April bis zum 27. Mai 2015 in München und Wolfratshausen gedreht.

## Ausstrahlung
Der Film wurde am 21. Januar 2016 im Ersten erstausgestrahlt. Unter Wölfen wurden in zwei Teilen am 20. und am 27. Juli 2016 als Folgen 5x17 und 5x18 in die Serie integriert.
Die Einschaltquote lag bei 4,03 Millionen. Dies entspricht einem Marktanteil von 12,3 %.

## Kritik
Unter Wölfen wurde als „kurzweilige Kriminalkomödie“ gelobt, die „[z]um Glück“ gar nicht versuche, „eine ernstzunehmende Krimigeschichte zu erzählen“. Spannung komme nicht auf, sei aber auch „Nebensache“. Stattdessen ist der Film „schrullig und spaßig“, das Tempo stimme, wie auch die Dialoge. Er sei „voller absurder Situationen“, eine „gelungene[…] Mischung aus Wortwitz und Slapstick“. Die Geschichte sei „für den Rahmen der Serie durchaus ungewöhnlich“, halte „sich in Sachen Klamauk sogar zurück“ und sei gut erzählt und umgesetzt. Gelobt werden auch „die kleinen Gags, die die Liebe des Drehbuchs zum Detail verraten und angenehm beiläufig inszeniert worden sind“. Heraus kommt dabei eine „[t]iefenentspannte bayerische Possenparade“
Unter Wölfen habe aber die Gefahr gedroht, wegen mangelnder Weiterentwicklung der Charaktere zur „Sketchparade“ oder wegen der uralten Ausstattung „zur blanken Karikatur zu werden“.
Christian Tramitz und Helmfried von Lüttichau „passen bestens“, seien „mit Leib und Seele dabei“ und sogar der „entscheidende Einschaltgrund“, auch weil sie „ihre Pointen staubtrocken und todernst vortragen.“ Die „mit skurrilem Witz“ ausgestatteten Nebenfiguren seien mit Robert Stadlober und Adam Bousdoukos, besonders aber mit Paul Sedlmeir gut besetzt.